# Arquidiócesis de Bari-Bitonto
La arquidiócesis de Bari-Bitonto (en latín: Archidioecesis Barensis-Bituntina y en italiano: Arcidiocesi di Bari-Bitonto) es una circunscripción eclesiástica de la Iglesia católica en Italia. Se trata de una arquidiócesis latina, sede metropolitana de la provincia eclesiástica de Bari-Bitonto. Desde el 29 de octubre de 2020 su arzobispo es Giuseppe Satriano.

## Territorio y organización

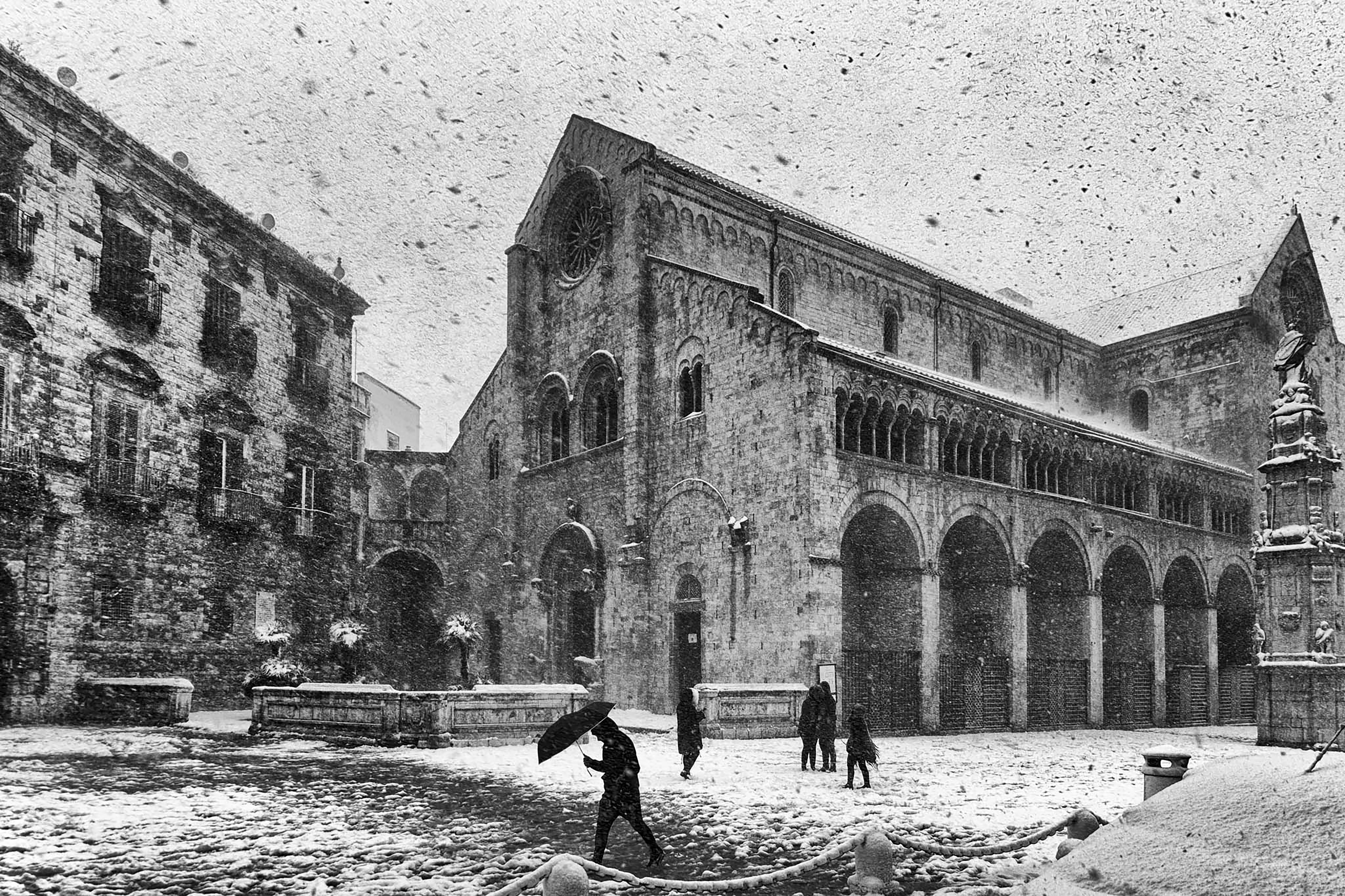
Concatedral de la Asunción de María, en Bitonto

La arquidiócesis tiene 1265 km² y extiende su jurisdicción sobre los fieles católicos de rito latino residentes en parte de la región de Apulia, comprendiendo 21 comunas de la ciudad metropolitana de Bari: Adelfia, Bari, Binetto, Bitetto, Bitonto, Bitritto, Capurso, Casamassima, Cassano delle Murge, Cellamare, Gioia del Colle, Grumo Appula, Modugno, Mola di Bari, Noicattaro, Palo del Colle, Sammichele di Bari, Sannicandro di Bari, Toritto, Triggiano y Valenzano.

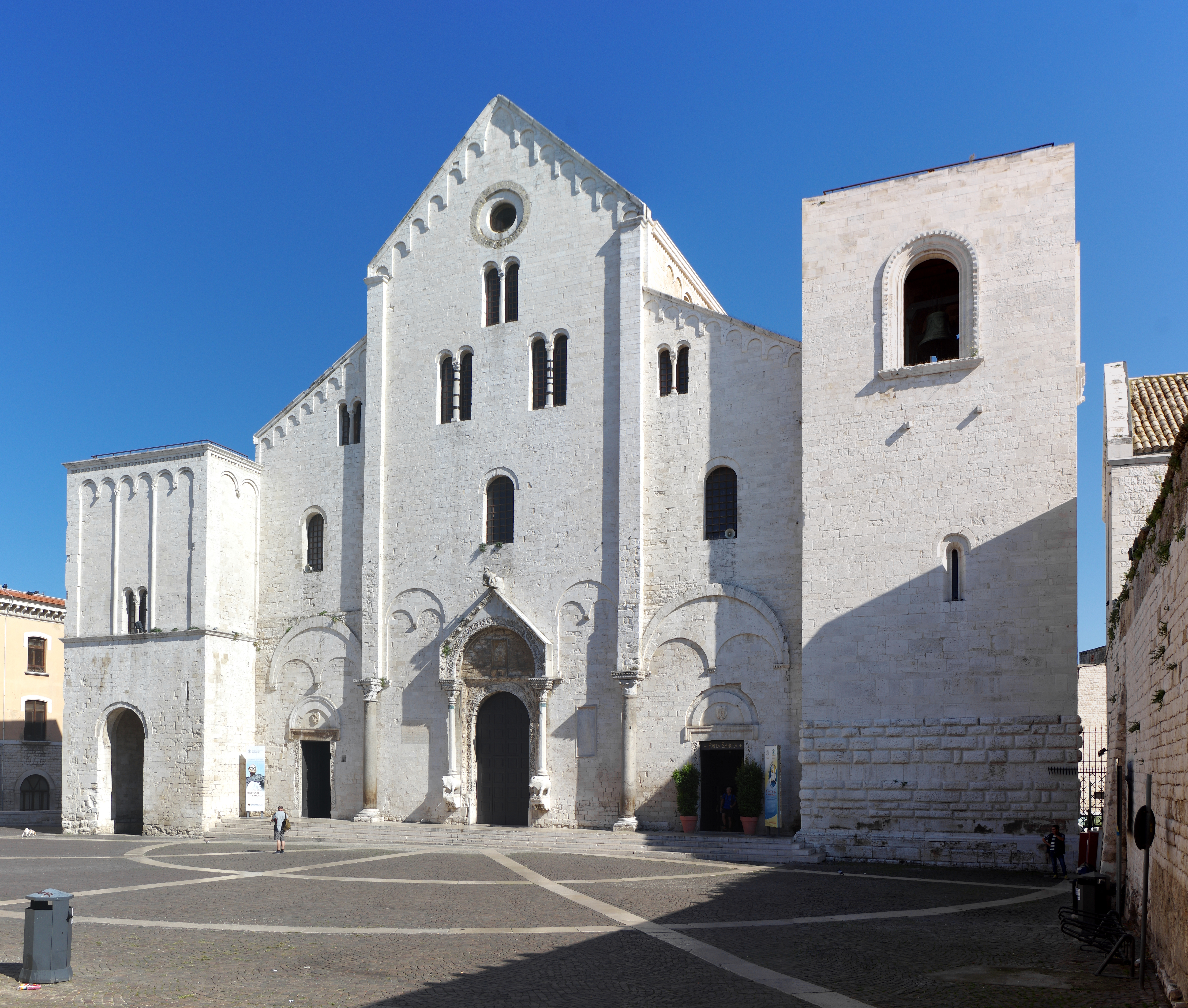
Basílica de San Nicolás, en Bari

La arquidiócesis limita al oeste con la diócesis de Molfetta-Ruvo-Giovinazzo-Terlizzi, al sur con la diócesis de Altamura-Gravina-Acquaviva delle Fonti, al sureste con la diócesis de Castellaneta y al este con la diócesis de Conversano-Monopoli.

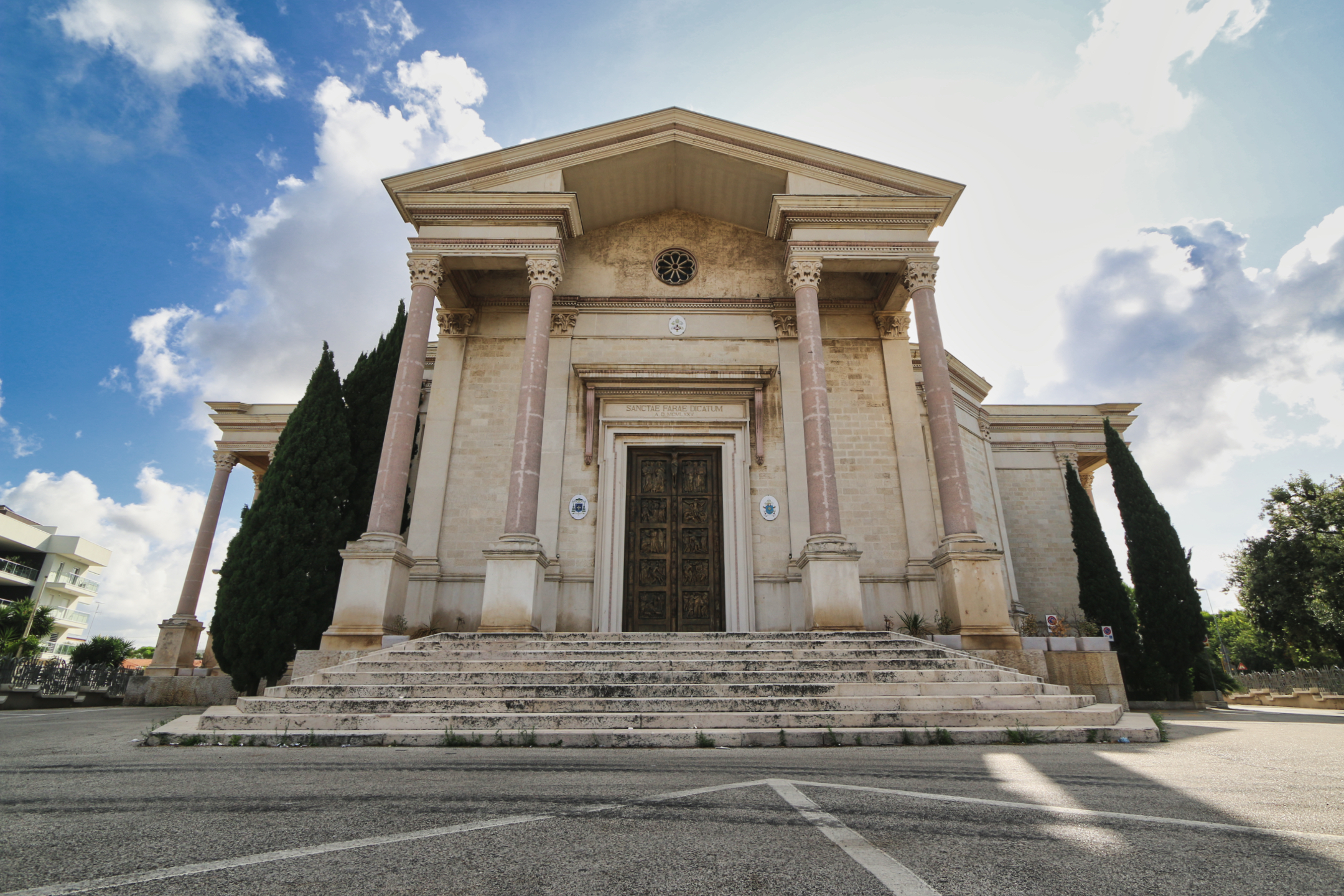
Basílica de Santa Fara, en Bari

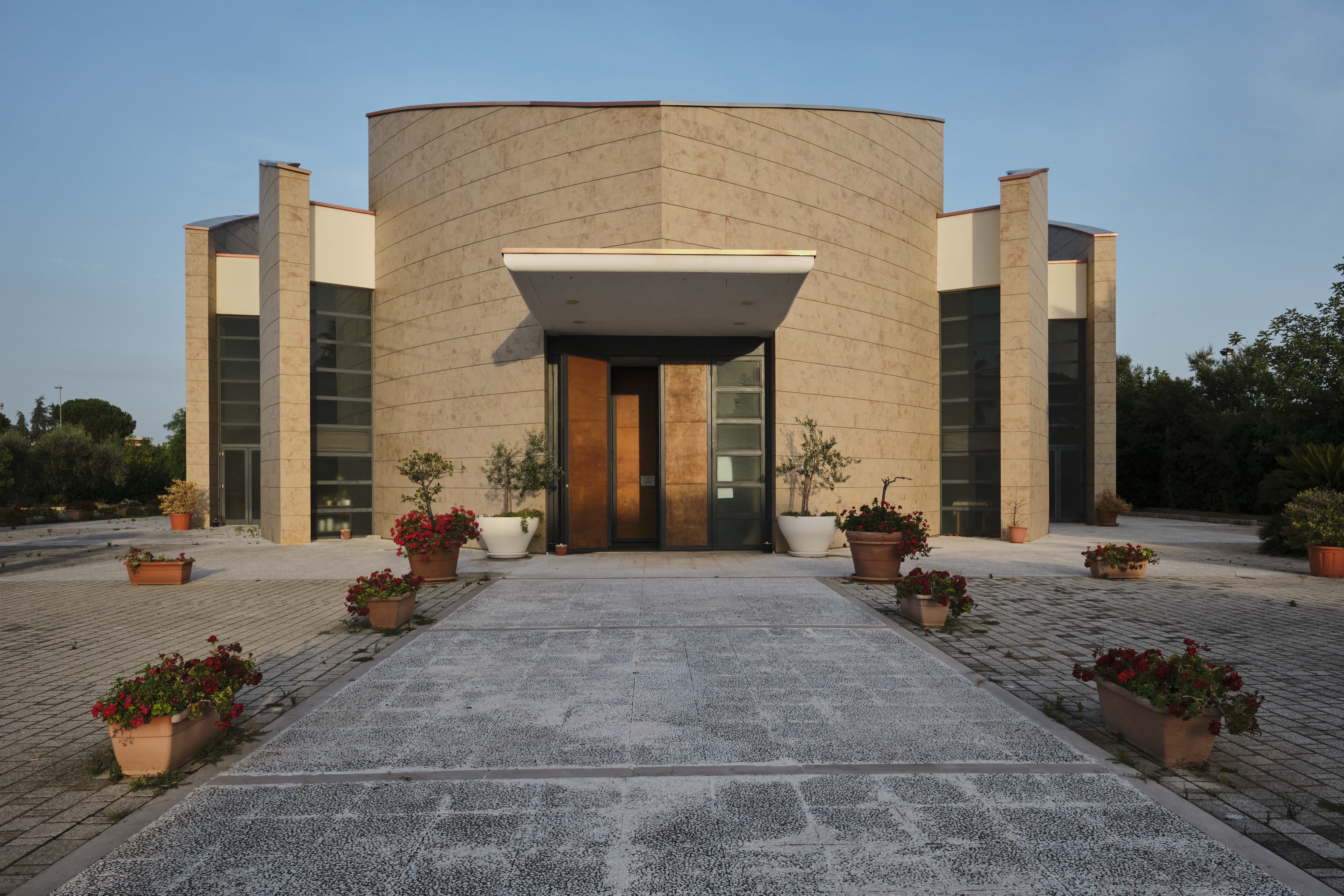
Santuario de San Antonio de Padua, en Bari

La sede de la arquidiócesis se encuentra en la ciudad de Bari, en donde se halla la Catedral basílica de San Sabino. En Bitonto se halla la Concatedral de la Asunción de María. En la arquidiócesis existen además los siguientes santuarios y basílicas:
- la basílica pontificia de San Nicolás, en Bari;
- la basílica pontificia y santuario de Santa Fara, en Bari;
- el santuario de San Antonio de Padua, en Bari;
- la basílica pontificia de los Santos Médicos, en Bitonto;
- el santuario del beato Giacomo Illirico, en Bitetto;
- la real basílica menor de Santa María del Pozzo, en Capurso;
- el santuario de Santa María de los Ángeles, en Cassano delle Murge;
- el santuario de Santa María de la Gruta, en Modugno.

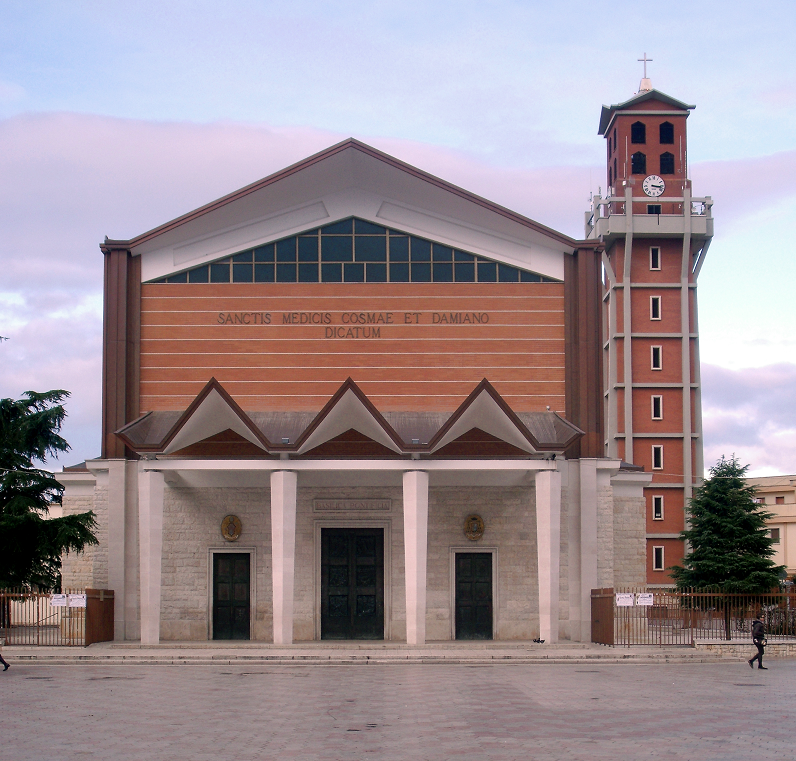
Basílica pontificia de los Santos Médicos, en Bitonto

En 2022 en la arquidiócesis existían 127 parroquias agrupadas en 13 vicariatos: I vicariato (8 parroquias), II vicariato (11 parroquias), III vicariato (10 parroquias), IV vicariato (8 parroquias), V vicariato (7 parroquias), VI vicariato (10 parroquias), VII vicariato (7 parroquias), VIII vicariato (10 parroquias), IX vicariato (11 parroquias), X vicariato (12 parroquias), XI vicariato (9 parroquias), XII vicariato (8 parroquias) y XIII vicariato (13 parroquias).

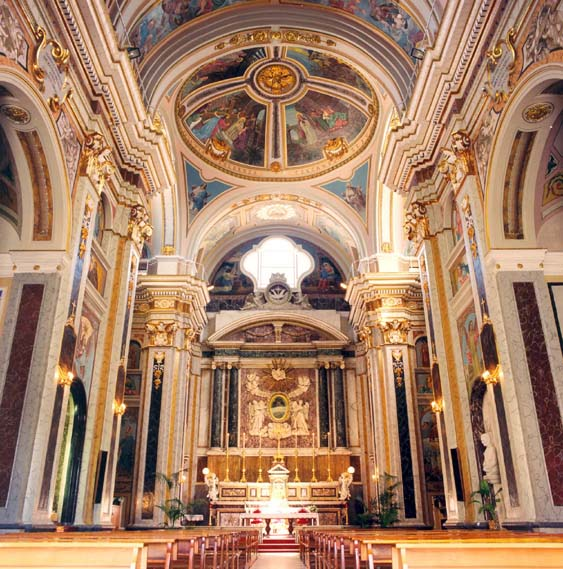
Real basílica menor de Santa María del Pozzo, en Capurso

La arquidiócesis tiene como sufragáneas a la arquidiócesis de Trani-Barletta-Bisceglie y a las diócesis de: Altamura-Gravina-Acquaviva delle Fonti, Andria, Conversano-Monopoli y Molfetta-Ruvo-Giovinazzo-Terlizzi.

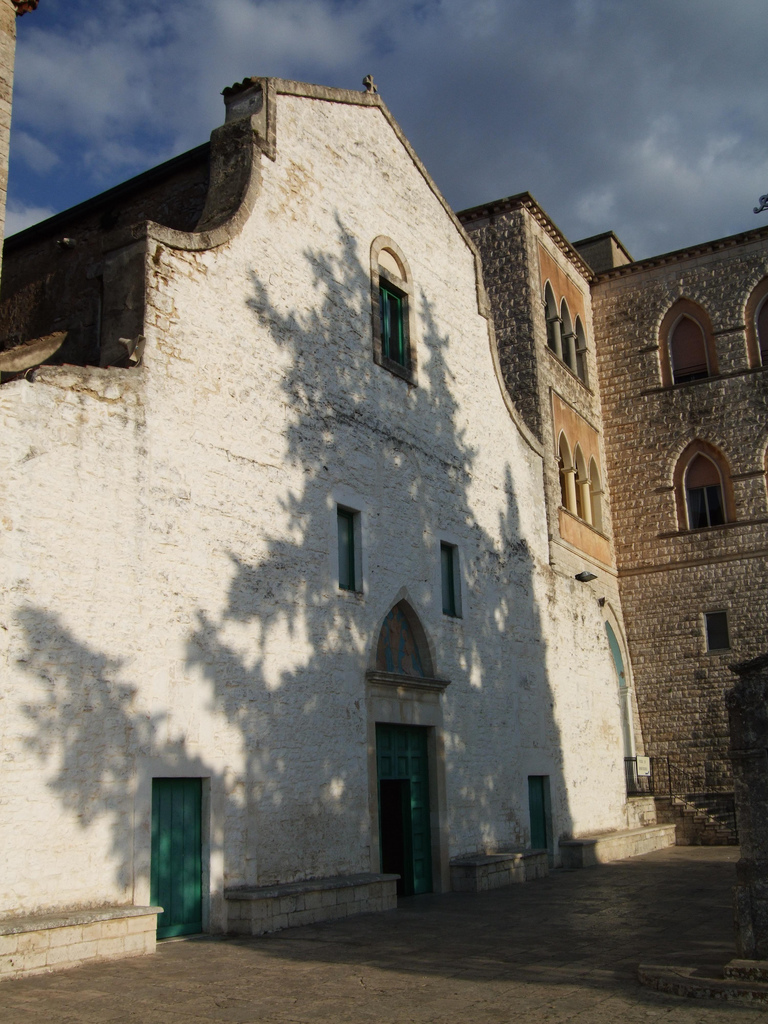
Santuario de Santa María de los Ángeles, en Cassano delle Murge

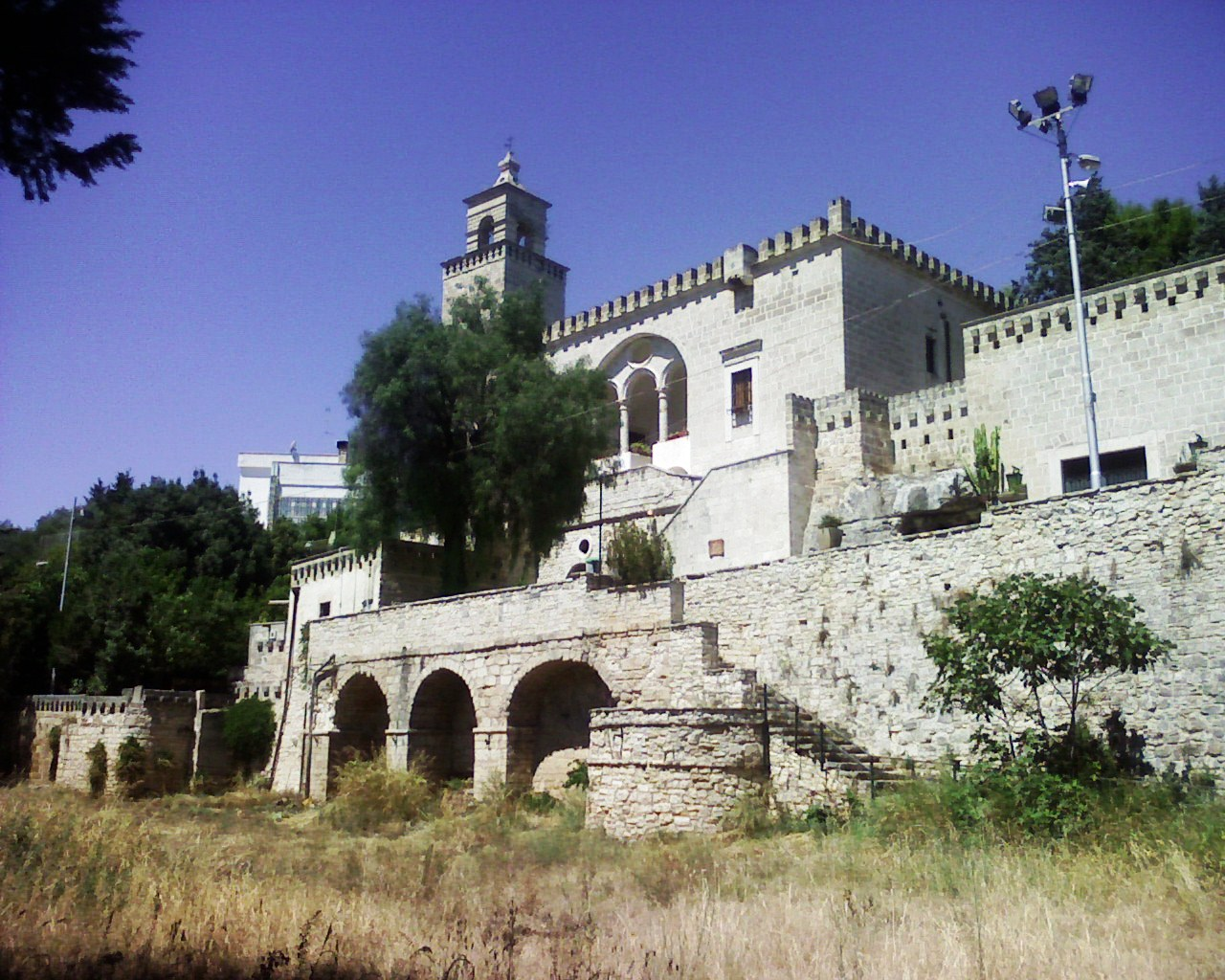
Santuario de Santa María de la Gruta, en Modugno

## Historia

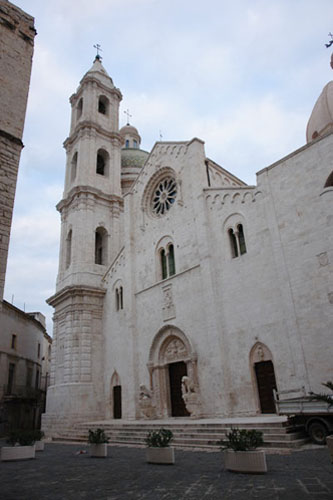
Antigua Catedral de San Miguel Arcángel, en Bitetto

### Arquidiócesis de Bari
La primera noticia históricamente fiable sobre la diócesis de Bari se remonta al siglo IV, cuando el obispo Gervasio (o Geroncio) participó en el Concilio de Sárdica en el 342/344. En el año 465 su sucesor Concordio participó en el sínodo romano: según Lanzoni, Concordio fue el único obispo históricamente seguro de Bari en los primeros seis siglos cristianos.
En 530, con el obispo Pietro, se especula que la diócesis fue elevada al rango de arquidiócesis metropolitana sujeta al patriarcado de Constantinopla bajo Epifanio, obispo de Constantinopla y patriarca ecuménico. Sin embargo, en el siglo VI, los obispos de Apulia estaban sujetos directamente al pontífice romano. No sería hasta después de que los patriarcas bizantinos recuperaran su control de Calabria y Apulia, cuando Bari se convertiría en arzobispado, y esa situación cambió cuando los normandos invadieron Calabria y Apulia en el siglo XI y devolvieron las iglesias de Calabria y Apulia a la obediencia romana.
Desde el siglo VIII al XI, la arquidiócesis de Bari, bajo el dominio directo de Constantinopla, adoptó el rito bizantino, del que quedaron huellas hasta el siglo XVI. Junto con el rito bizantino, el calendario litúrgico de la Iglesia de Bari recordaba y celebraba a los santos de Oriente según el calendario bizantino. En la catedral de Bari estuvo en uso el latín y el griego hasta el siglo XX para enunciar el Evangelio y las Epístolas.
En 780 el obispo Leoncio estuvo presente en el Concilio de Nicea II.
En el siglo IX, tras la devastación llevada a cabo en Apulia por los sarracenos, la ciudad de Canosa (Canusium) fue destruida y Angelario, obispo de esa ciudad en 844, llegó a Bari llevando consigo las reliquias de los santos Rufino, Memore y Sabino. Este último se convirtió más tarde en patrono de la diócesis de Bari. El papa Sergio II confirió a Angelario el título de obispo de Bari y Canosa, título que los arzobispos de Bari mantuvieron hasta la reciente reorganización de las diócesis en 1986.
En 933 el papa Juan IX concedió el uso del palio al arzobispo de Bari, y en el plazo de un siglo se cortaron todos los lazos con Constantinopla, en favor de aquellos con Roma.
El arzobispo Bisanzio (1025-1035) obtuvo del papa el privilegio de consagrar a los obispos de las sedes sufragáneas. También se inició la construcción de la nueva catedral dedicada a san Sabino, y continuada por sus sucesores, Nicolo (1035), Andreas (1062) y Elías (1089) de la Orden de San Benito, hasta que fue destruida en 1156 por Guillermo de Sicilia. En el siglo XI se celebraron dos sínodos en Bari: el primero, en 1064, fue presidido por Arnoldo, vicario del papa Alejandro II.
En aquellos mismos años, Ursone era arzobispo de Bari pero, al preferir la sede de Canosa, se había ganado enemigos entre la población. Por eso, cuando en 1087 unos marineros trasladaron las reliquias de san Nicolás a Bari, las confiaron a la custodia de un monasterio benedictino. Recién en 1089, con la muerte de Ursone y la elección del abad benedictino Elia como arzobispo, se inició la construcción de la basílica de San Nicolás, consagrada ese mismo año por el papa Urbano II, con obras todavía en gran parte en curso. En esa ocasión el propio papa enterró en la catedral las reliquias de san Nicolás de Bari, recién llegadas de Oriente.
Unos años más tarde, en 1098, Urbano II regresó a Bari para celebrar un sínodo destinado al acercamiento entre la Iglesia oriental y la sede apostólica de Roma. En la elección de Bari tuvo un peso significativo el papel asumido por la Iglesia local, que, por la presencia de las reliquias de san Nicolás, constituyó el terreno natural de diálogo entre cristianos orientales y occidentales. Asistieron al sínodo unos 183 obispos, entre ellos san Anselmo de Aosta, que se distinguió por las posiciones que asumió sobre el uso del pan con levadura en la Eucaristía y la procesión del Espíritu Santo (la llamada disputa sobre el Filioque). Sin embargo, el sínodo no dio los resultados deseados y se agudizaron las distancias doctrinales.
Después del arzobispo Rainaldo, que impulsó la reconstrucción de la catedral destruida por Guillermo el Malo, el arzobispo Romualdo Grisoni (1280) también se distinguió por la restauración y construcción de iglesias. En 1377 Bartolomeo Prignano fue arzobispo de Bari, y más tarde se convirtió en el papa Urbano VI.
El arzobispo de Bari, el español Esteban Gabriel Merino, tuvo una destacada intervención en el acuerdo de paz entre los comuneros de Castilla, ya derrotados en la Batalla de Villalar en 1521 y el bando realista de Carlos I de España y V del Sacro Imperio Romano Germánico.
Dos arzobispos del siglo XVII desempeñaron un papel importante en la historia de la arquidiócesis: Diego Sersale (1638), que renovó la catedral por su cuenta y promovió la construcción del palacio episcopal y el seminario, mientras que el dominico Tommaso Maria Ruffo (1684) murió en olor de santidad.
Tras el concordato de 1818 entre la Santa Sede y el Reino de las Dos Sicilias, las diócesis de este último fueron objeto de fusiones y agregaciones. En esa ocasión, la suprimida diócesis de Bitetto fue agregada a la arquidiócesis de Bari mediante la bula De utiliori del papa Pío VII del 27 de junio de 1818.

### Diócesis de Bitonto
Según la tradición, tanto la diócesis de Bitonto, como la de Bari, tienen un origen que se remonta a la época de la plena conversión de Apulia. Aunque existe información confusa sobre un obispo llamado Anderano que vivió alrededor del 742 (y probablemente pertenecía a la Iglesia de Bisignano), la mención más antigua de la diócesis se remonta al siglo XI y el primer obispo de Bitonto del que se dispone de información detallada fue Arnolfo, en 1087.
En 1151 y 1172 la sede de Bitonto fue confirmada como sufragánea de la arquidiócesis de Bari por los papas Eugenio III y Alejandro III, respectivamente.
Posteriormente, la sede de Bitonto fue ocupada, entre otros, por Enrico Minutolo (1382), que más tarde sería cardenal; Cornelio Musso (1544), un fraile menor conventual que se distinguió en el Concilio de Trento, donde pronunció el sermón inaugural; el siervo de Dios Girolamo (nacido como Bernardino) Pallantieri (1603-1619), Fabrizio Carafa (1622), fundador de una academia literaria; y Alessandro Crescenzi (1652), perteneciente a una importante familia romana, que fue creado cardenal en 1675.
En 1703 el cabildo catedralicio proclamó a la Inmaculada Concepción como patrona principal de la ciudad y de la diócesis. El santo patrón del capítulo era san Valentín, cuyo culto fue introducido en Bitonto por el obispo Guglielmo da Viterbo en el siglo XII.
Con la bula De utiliori del papa Pío VII del 27 de junio de 1818, la diócesis de Bitonto se unió aeque principaliter con la de Ruvo.
En 1885 la diócesis de Bitonto estaba formada por 15 parroquias, todas incluidas en el territorio comunal de Bitonto, excepto la de Palombaio.

### Arquidiócesis de Bari-Bitonto
La unión de las diócesis de Bitonto y Ruvo duró hasta 1982; de hecho, el 30 de septiembre de ese año la Santa Sede procedió a nombrar dos obispos separados para las dos sedes. A la diócesis de Bitonto fue destinado Andrea Mariano Magrassi, que ya era arzobispo de Bari: de este modo Bari y Bitonto quedaron unidas in persona episcopi.
El 30 de septiembre de 1986, mediante el decreto Instantibus votis de la Congregación para los Obispos, en el marco más amplio de la revisión de las circunscripciones eclesiásticas en Italia, las dos sedes se unieron con la fórmula plena unione y la nueva circunscripción eclesiástica asumió su nombre actual. Al mismo tiempo, la comuna y el territorio de Santeramo in Colle fueron cedidos por la nueva arquidiócesis a la diócesis de Altamura-Gravina-Acquaviva delle Fonti.
Con ocasión del XXIV Congreso Eucarístico Nacional, celebrado del 21 al 29 de mayo de 2005, en el que estuvo presente como legado papal el cardenal Camillo Ruini, la arquidiócesis de Bari-Bitonto fue la meta del primer viaje apostólico del papa Benedicto XVI después de su elección como papa.

## Estadísticas
Según el Anuario Pontificio 2023 la arquidiócesis tenía a fines de 2022 un total de 757 506 fieles bautizados.
| Año                                                                             | Población            | Población | Población      | Sacerdotes | Sacerdotes    | Sacerdotes    | Bautizados por sacerdote | Diáconos permanentes | Religiosos | Religiosos | Parroquias |
| Año                                                                             | Bautizados católicos | Total     | % de católicos | Total      | Clero secular | Clero regular | Bautizados por sacerdote | Diáconos permanentes | Varones    | Mujeres    | Parroquias |
| ------------------------------------------------------------------------------- | -------------------- | --------- | -------------- | ---------- | ------------- | ------------- | ------------------------ | -------------------- | ---------- | ---------- | ---------- |
| 1950                                                                            | 486 600              | 487 500   | 99.8           | 358        | 234           | 124           | 1359                     |                      | 208        | 837        | 56         |
| 1959                                                                            | 532 000              | 535 000   | 99.4           | 400        | 220           | 180           | 1330                     |                      | 250        | 1300       | 70         |
| 1969                                                                            | 625 000              | 628 746   | 99.4           | 434        | 199           | 235           | 1440                     |                      | 332        | 1604       | 82         |
| 1980                                                                            | 630 000              | 640 655   | 98.3           | 375        | 194           | 181           | 1680                     | 2                    | 268        | 1128       | 94         |
| 1990                                                                            | 650 000              | 680 000   | 95.6           | 411        | 231           | 180           | 1581                     | 21                   | 283        | 1202       | 120        |
| 1999                                                                            | 600 000              | 710 000   | 84.5           | 426        | 251           | 175           | 1408                     | 40                   | 255        | 893        | 123        |
| 2000                                                                            | 600 000              | 710 000   | 84.5           | 426        | 251           | 175           | 1408                     | 46                   | 257        | 1010       | 124        |
| 2001                                                                            | 690 000              | 710 000   | 97.2           | 394        | 228           | 166           | 1751                     | 48                   | 239        | 909        | 124        |
| 2002                                                                            | 690 000              | 710 000   | 97.2           | 369        | 211           | 158           | 1869                     | 58                   | 226        | 790        | 124        |
| 2003                                                                            | 699 700              | 720 000   | 97.2           | 390        | 210           | 180           | 1794                     | 59                   | 289        | 718        | 126        |
| 2004                                                                            | 712 000              | 720 000   | 98.9           | 372        | 207           | 165           | 1913                     | 62                   | 259        | 711        | 125        |
| 2006                                                                            | 732 277              | 740 900   | 98.8           | 362        | 207           | 155           | 2022                     | 66                   | 246        | 791        | 125        |
| 2012                                                                            | 745 898              | 753 987   | 98.9           | 338        | 195           | 143           | 2206                     | 73                   | 209        | 552        | 126        |
| 2015                                                                            | 736 801              | 749 141   | 98.4           | 351        | 196           | 155           | 2099                     | 76                   | 210        | 493        | 126        |
| 2018                                                                            | 739 533              | 752 923   | 98.2           | 351        | 196           | 155           | 2106                     | 73                   | 418        | 406        | 126        |
| 2020                                                                            | 739 533              | 752 923   | 98.2           | 351        | 196           | 155           | 2106                     | 73                   | 418        | 406        | 126        |
| 2022                                                                            | 757 506              | 757 830   | 100.0          | 341        | 174           | 167           | 2221                     | 71                   | 342        | 415        | 127        |
| Fuente: Catholic-Hierarchy, que a su vez toma los datos del Anuario Pontificio. |                      |           |                |            |               |               |                          |                      |            |            |            |

## Episcopologio

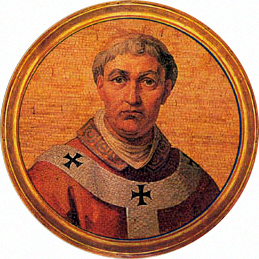
Papa Urbano VI, nacido Bartolomeo Prignano, arzobispo de Bari (1377-1378)

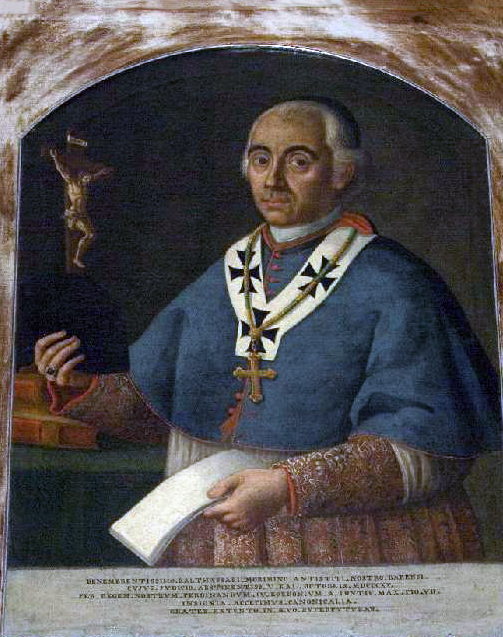
Baldassare Mormile, arzobispo de Bari de 1805 al 1818

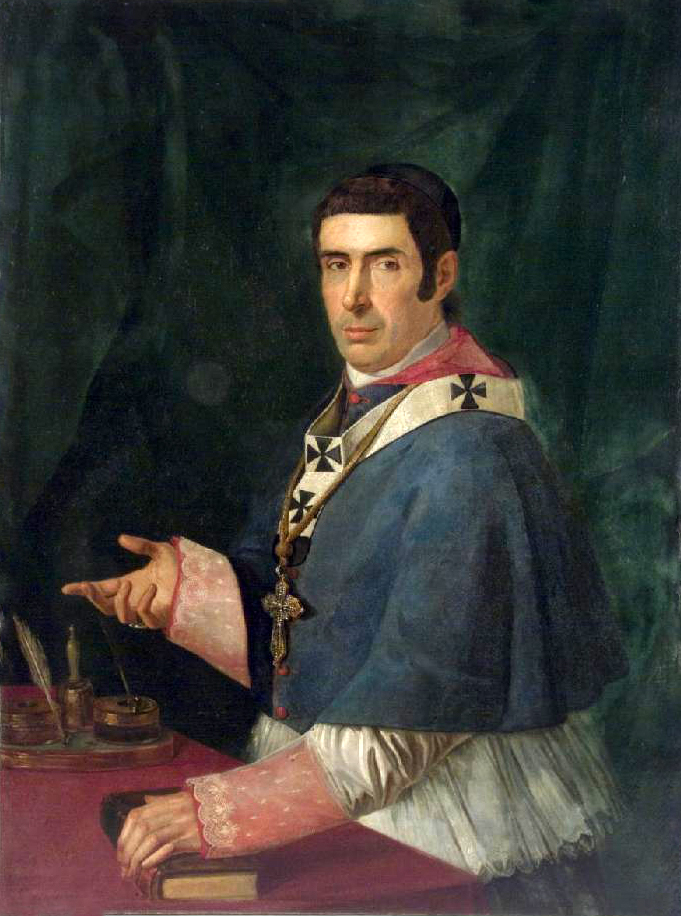
Michele Basilio Clary, arzobispo de Bari de 1823 a 1858

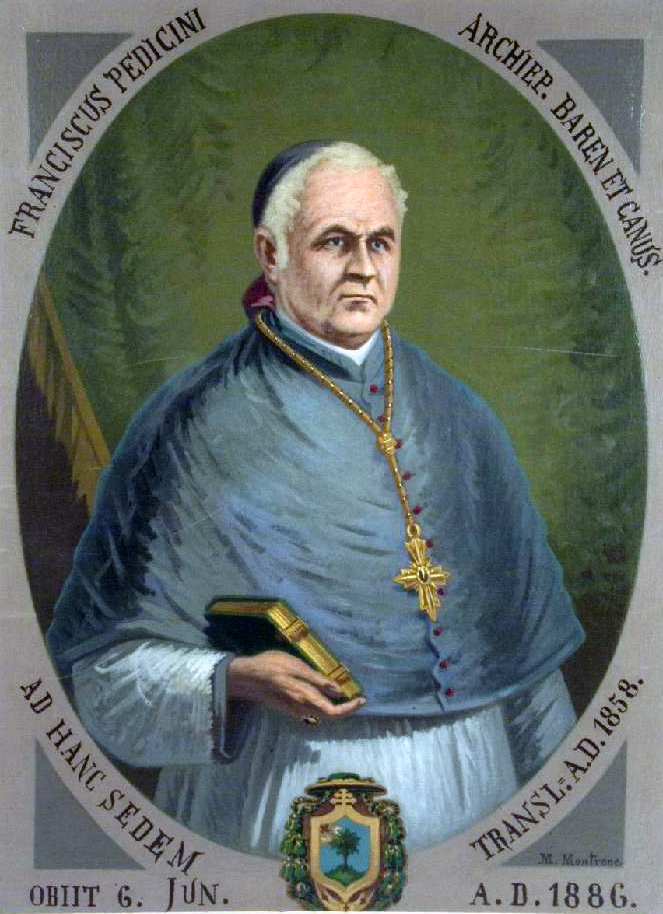
Francesco Pedicini, arzobispo de Bari de 1858 al 1886

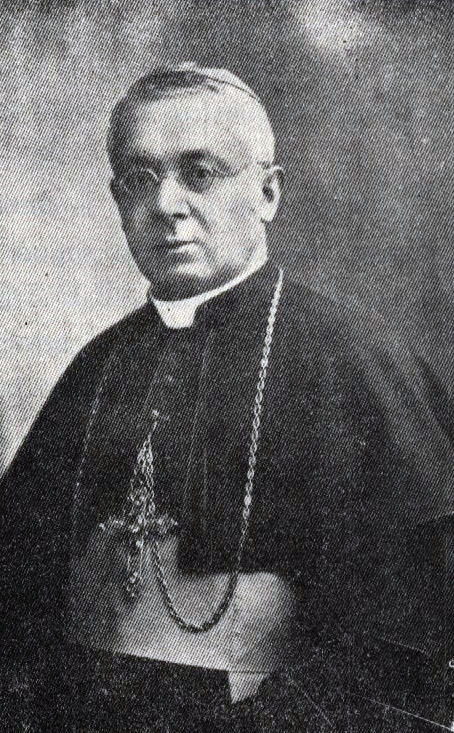
Augusto Curi, arzobispo de Bari de 1925 a 1933

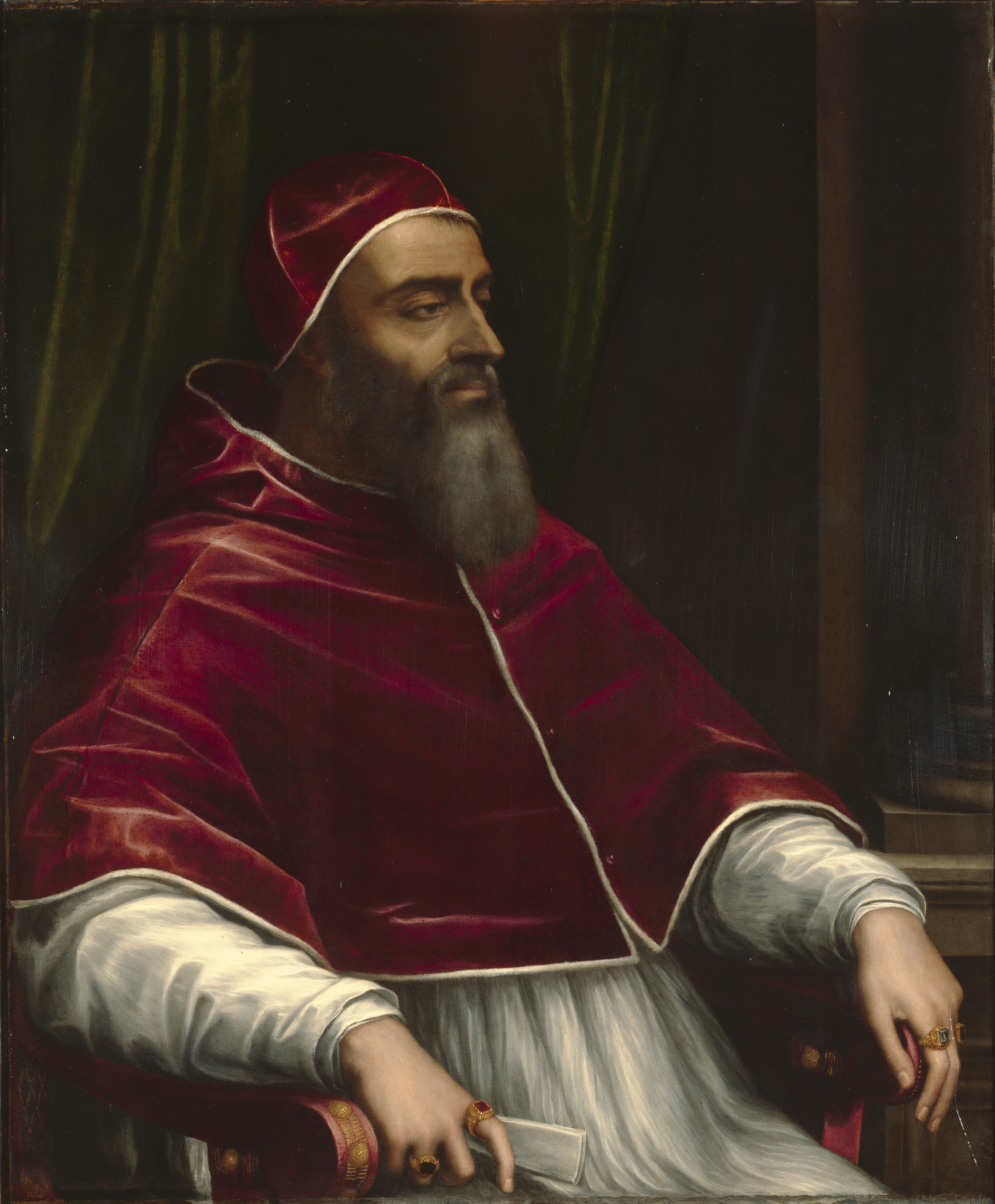
Papa Clemente VII, nacido Giulio Zanobi di Giuliano de' Medici, administrador apostólico de Bitonto en 1517

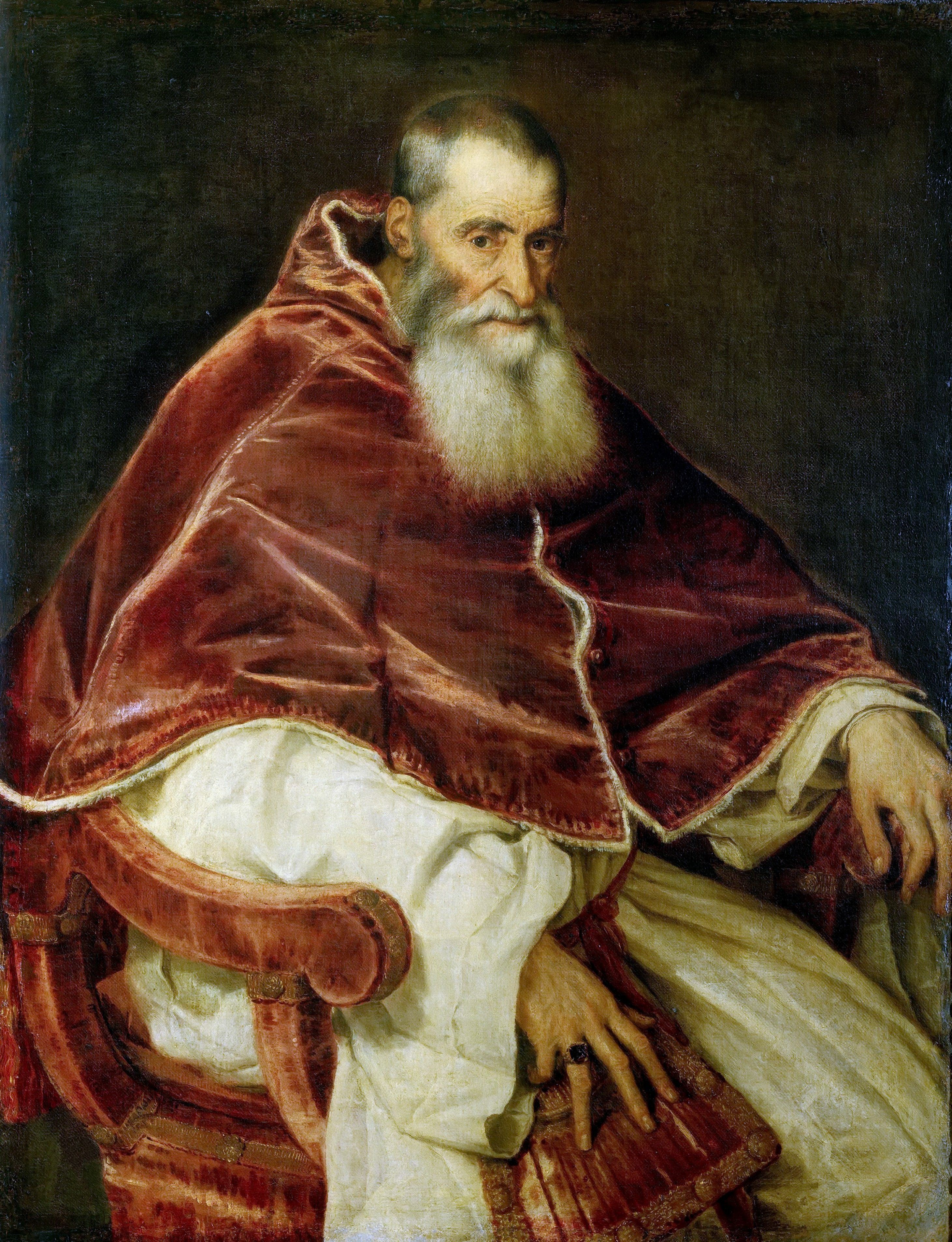
Papa Paulo III, nacido Alessandro Farnese, administrador apostólico de Bitonto (1530-1532)

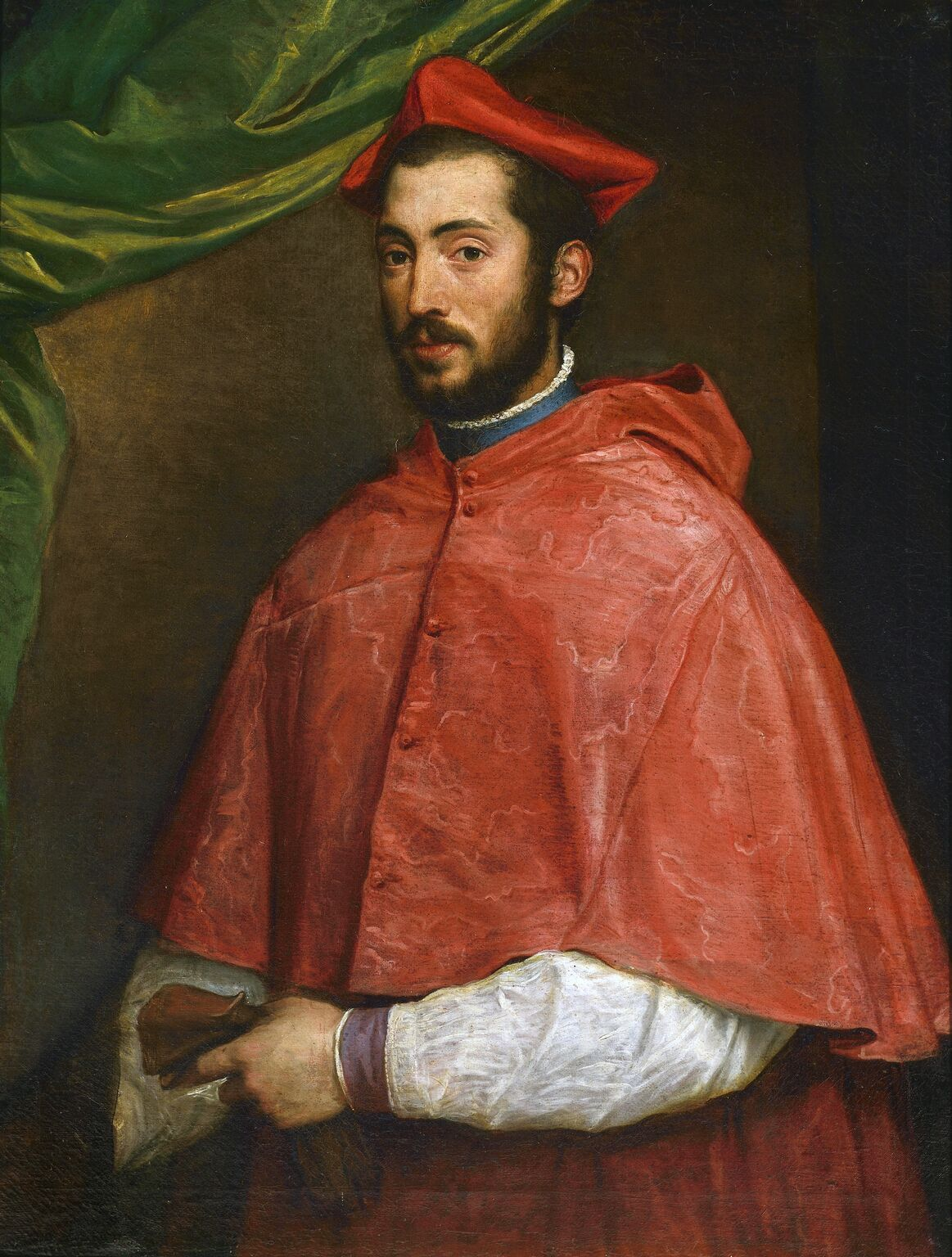
Alessandro Farnese el Joven, administrador apostólico (1537-1538) y obispo de Bitonto (1544)

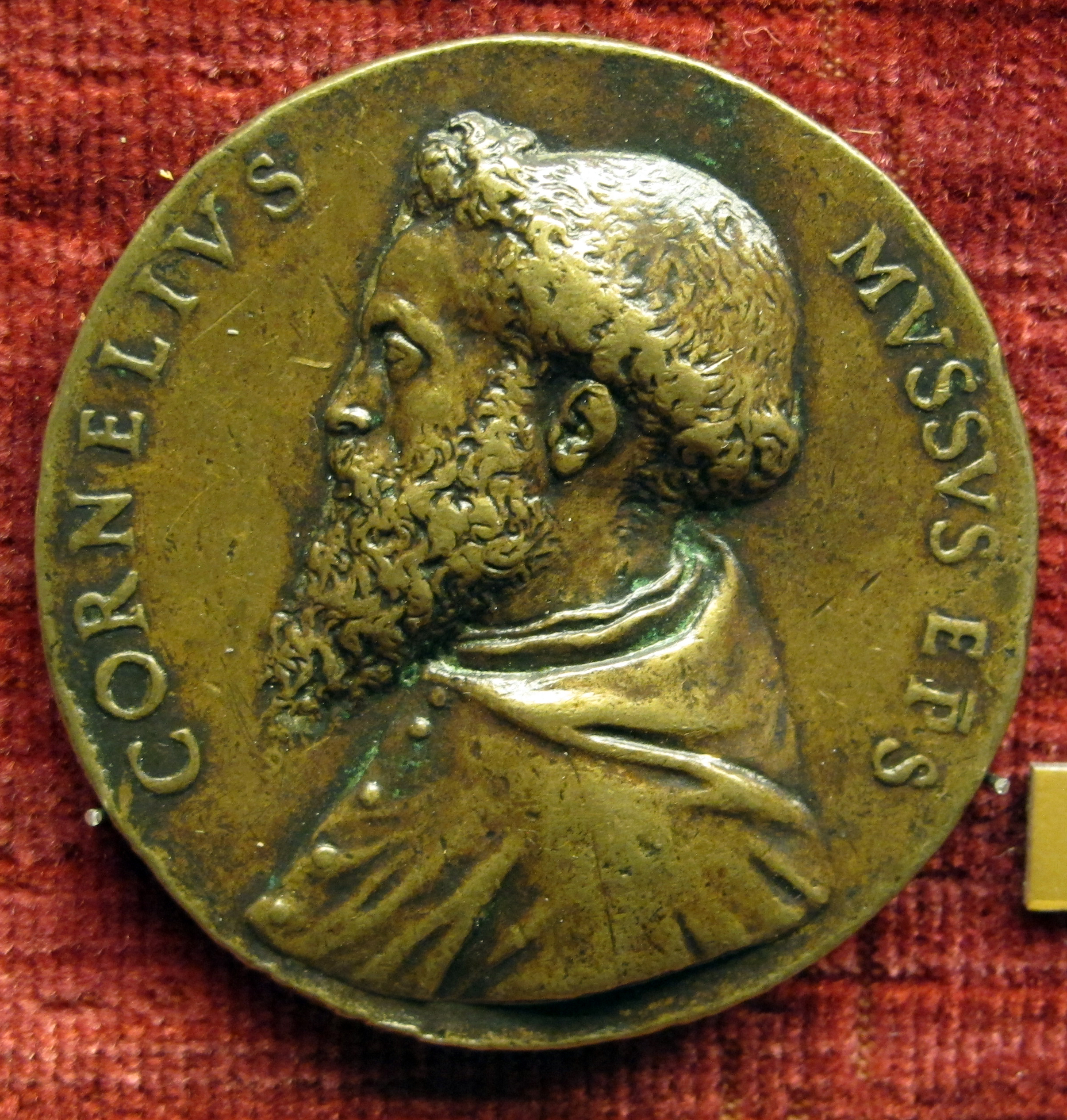
Cornelio Musso, O.F.M.Conv., obispo de Bitonto (1544-27 de octubre de 1574)

### Sede de Bari
La cronología relativa al primer milenio (hasta Giovanni III en el 952) es la referida por Michele Garruba en su obra Serie critica de' Sacri Pastori Baresi (1844). De estos obispos, el estudio Cronotassi iconografia e araldica dell'Episcopato pugliese (1984) considera auténticos sólo dos, Concordio (465) y Andrea (siglo VI).
- San Mauro † (siglo I)
- Geronzio (Gervasio ?) † (mencionado en 343/344)[nota 3]
- Concordio † (mencionado en 465)
- Pietro I † (mencionado en 530)
- Andrea I † (circa mitad del siglo VI[nota 4]
- Marco † (596-610)
- Giulio † (610-634)
- Stefano † (634-653)
- Ursone † (653-681)
- Trasmondo † (681-688)
- Rodecauto † (688-694)
- Bursa † (694-753)
- Maurenziano † (753-758)[16]
- Andrea II † (759-761)
- Rodoaldo I † (762-780)
- Leone † (781-después de 787)[nota 5]
- Pietro II † (?821)
- Sebastiano † (821-828)[nota 6]
- Giacomo I † (828-840)
- Rodoaldo II † (843-854)
- Angelario † (855-876)
- Domenico † (877-891)
- Giovanni I † (892-905)
- Guitpardo † (906-912)
- Rodrigo † (912-920)
- Giovanni II † (920-924)
- Alsario † (924-930 o 931 falleció)
- Pietro III † (931-950/952 falleció)
- Giovanni III † (952-978 falleció)
- Paolo † (978-988 o 993 falleció)
- Crisostomo † (988 o 993-1006 falleció) (arzobispo de Bari y Trani)
- Giovanni IV † (1006-27 de mayo de 1025 falleció)
- Bisanzio † (14 de julio de 1025-6 de enero de 1035 falleció)
- Romoaldo I † (1035-1035 falleció)
- Nicola I † (9 de agosto de 1035-27 de abril de 1062 falleció)
- Andrea III † (1062-1078 falleció)
- Ursone † (junio de 1078-14 de febrero de 1089 falleció)
- Elia, O.S.B. † (febrero de 1089[nota 7]-23 de mayo de 1105 falleció)
- Risone † (1105-septiembre de 1117 falleció)[nota 8]
- Gualtieri † (1118-1126)
- Matteo, O.S.B. † (1126-1128 o 1129 falleció)
- Angelo † (1128 o 1129-1137 depuesto)
- Giovanni V † (1137-1151 depuesto)
- Giovanni VI † (12 de febrero de 1151-31 de agosto de 1169 o 1171 falleció)
- Rainaldo † (marzo de 1171-4 de febrero de 1188]][nota 9] falleció)
- Doferio † (1188[nota 10]-27 de febrero de 1207 falleció)
- Berardo di Castagna (o Costa) † (1207-11 de septiembre de 1213 nombrado arzobispo de Palermo)
- Andrea IV di Celano † (1214-27 de septiembre de 1225 falleció)
- Marino Filangieri † (21 de diciembre de 1226-6 de julio de 1251 falleció)
- Enrico Filangieri, O.P. † (27 de abril de 1252-11 de octubre de 1258 falleció)
- Giovanni VI Saraceno, O.F.M. † (1259-19 de agosto de 1280 falleció)
- Romoaldo Grisone † (20 de junio de 1282-3 de febrero de 1309 falleció)
- Landolfo I † (24 de noviembre de 1310-4 de octubre de 1336 falleció)
- Ruggero Sanseverino † (24 de marzo de 1337-23 de mayo de 1347 nombrado arzobispo de Salerno)
- Bartolomeo Carafa † (23 de mayo de 1347-16 de marzo de 1367 falleció)
- Niccolò Brancaccio † (12 de abril de 1367-13 de enero de 1377 nombrado arzobispo de Cosenza)
- Bartolomeo Prignano † (13 de enero de 1377-8 de abril de 1378 electo papa con el nombre de Urbano VI)
- Landolfo Maramaldo † (1378-1384 depuesto)
- Giacomo Carafa † (1384-después del 1 de mayo de 1400 falleció)
  - Niccolò Acconciamuro † (5 de noviembre de 1378-1387 falleció) (antiobispo)
  - Guglielmo † (29 de julio de 1387-1390 renunció) (antiobispo)
  - Roberto † (2 de julio de 1390-?) (antiobispo)
- Nicola Pagano † (11 de agosto de 1400-1 de diciembre de 1424 nombrado arzobispo de Otranto)
- Francesco de Aiello † (11 de diciembre de 1424-1453 falleció)
- Guido Guidano † (13 de julio de 1453-1454 falleció)
  - Latino Orsini † (4 de diciembre de 1454-6 de noviembre de 1472 renunció) (administrador apostólico)
- Antonio de Aiello † (6 de noviembre de 1472-22 de enero de 1493 falleció)
- Giovanni Giacomo Castiglioni † (13 de marzo de 1493-1513 falleció)
- Esteban Gabriel Merino † (9 de mayo de 1513-2 de septiembre de 1530 nombrado patriarca de las Indias Occidentales)
  - Girolamo Grimaldi † (2 de septiembre de 1530-20 de agosto de 1540 renunció) (administrador apostólico)
- Girolamo Sauli † (20 de agosto de 1540-18 de abril de 1550 nombrado arzobispo de Génova)
- Giacomo Puteo † (18 de abril de 1550-16 de diciembre de 1562 renunció)
- Antonio Puteo † (16 de diciembre de 1562-14 de julio de 1592 falleció)
- Giulio Cesare Riccardi † (30 de octubre de 1592-13 de febrero de 1602 falleció)
- Bonviso Bonvisi † (18 de marzo de 1602-1 de septiembre de 1603 falleció)
- Galeazzo Sanvitale † (15 de marzo de 1604-1606 renunció)
- Decio Caracciolo Rosso † (3 de julio de 1606-27 de mayo de 1613 falleció)
- Ascanio Gesualdo † (1 de julio de 1613-27 de enero de 1638 falleció)
- Diego Sersale † (20 de diciembre de 1638-14 de julio de 1665 falleció)
- Giovanni Granafei † (11 de octubre de 1666-18 de marzo de 1683 falleció)
- Tommaso Maria Ruffo † (10 de abril de 1684-30 de abril de 1691 falleció)
- Carlo Loffredo, C.R. † (26 de noviembre de 1691-10 de marzo de 1698 nombrado arzobispo de Capua)
- Muzio Gaeta seniore † (7 de abril de 1698-mayo de 1728 falleció)
- Michele Carlo Althann † (20 de septiembre de 1728-2 de diciembre de 1735 nombrado arzobispo a título personal de Vác)
- Muzio Gaeta iuniore † (19 de diciembre de 1735-16 de septiembre de 1754 nombrado arzobispo de Capua)
- Luigi d'Alessandro † (16 de septiembre de 1754-28 de enero de 1770 falleció)
- Adelelmo Gennaro Pignatelli, O.S.B.Oliv. † (28 de mayo de 1770-15 de diciembre de 1777 nombrado arzobispo de Capua)
- Giambattista Ettore Caracciolo † (1 de junio de 1778-22 de mayo de 1780 falleció)
- Sede vacante (1780-1792)
- Gennaro Maria Guevara Suardo, O.S.B. † (27 de febrero de 1792-29 de octubre de 1804 nombrado obispo de Aversa)
- Baldassare Mormile, C.R. † (26 de junio de 1805-6 de abril de 1818 nombrado arzobispo de Capua)
- Nicola Coppola, C.O. † (25 de mayo de 1818-17 de noviembre de 1823 nombrado arzobispo a título personal de Nola)
- Michele Basilio Clary, O.S.B.I. † (17 de noviembre de 1823-15 de febrero de 1858 falleció)
- Francesco Pedicini † (27 de septiembre de 1858-6 de junio de 1886 falleció)
  - Casimiro Gennari † (1886-1887) (administrador apostólico)
- Ernesto Mazzella † (14 de marzo de 1887-14 de octubre de 1897 falleció)
- Giulio Vaccaro † (24 de marzo de 1898-10 de marzo de 1924 falleció)
  - Pietro Pomares y de Morant † (16 de octubre de 1924-14 de diciembre de 1924 falleció) (arzobispo electo)
- Augusto Curi † (5 de mayo de 1925-28 de marzo de 1933 falleció)
- Marcello Mimmi † (31 de julio de 1933-30 de agosto de 1952 nombrado arzobispo de Nápoles)
- Enrico Nicodemo † (11 de noviembre de 1952-27 de agosto de 1973 falleció)
- Anastasio Alberto Ballestrero, O.C.D. † (21 de diciembre de 1973-1 de agosto de 1977 nombrado arzobispo de Turín)
- Andrea Mariano Magrassi, O.S.B. † (24 de noviembre de 1977-30 de septiembre de 1986 nombrado arzobispo de Bari-Bitonto)

### Sede de Bitonto
- San Apollinare? † (siglo I)
- Guglielmo da Viterbo † (715-742)
- Andreone o Andreano † (742-754)[nota 11]
- Oto o Ottone † (754-?)[16]
- Arnolfo † (1085-1095)
- Giovanni I † (1095-1145)
- Giovanni Nicolao † (1145-1198)
- Domenico † (1198-1225)
- Sergio d'Orvieto † (1225-1251)[nota 12]
- Pancrazio da Anagni, O.P. † (12 de agosto de 1253-1260)
- Teodorico de' Borgognoni † (1260-9 de junio de 1266 nombrado obispo de Cervia)
- Pardo Perrese † (1266-1267)
- Bernardo † (1267-1268)
- Leucio Corasi † (1283-1317 falleció)
  - Giovanni da Venotstis † (1317-1317 depuesto) (antiobispo)
- Giovanni Lacadia † (27 de junio de 1317-1333)
- Stefano Vitano † (1334-1346)
- Roberto Lenato † (1346-1347)
- Giacomo Falcone † (10 de noviembre de 1348-1349? falleció)
- Nicola Fontana † (1350-1352)
- Giacomo Castelli † (1352-1371)
- Biagio Domenico † (1371[nota 13]-circa 1380 depuesto)[nota 14]
  - Pietro De Valle, O.E.S.A. † (15 de junio de 1380-1384) (antiobispo)
  - Nicola dei Guiscardi † (1 de abril de 1384-?) (antiobispo)
- Enrico Minutolo † (1381-1383 nombrado arzobispo de Trani)
- Giacomo Castelli † (1383-1386)
- Nicola de Pice † (1386-1392)
- Giovanni degli Orselli † (1392-1396)[nota 15]
- Nicola Perrese † (1396-1399)
- Antonio Ciccivellis, O.F.M. † (31 de julio de 1399-1423 falleció)
- Paolo Alfatati † (14 de junio de 1423-1457 falleció)
- Antonio di Reggio, O.P. † (4 de mayo de 1457-1472 falleció)
  - Antonio da Urbino † (1473-1482)
- Andrea Paltroni † (17 de agosto de 1472-5 de noviembre de 1484 nombrado obispo de Nepi y Sutri)
- Battista Pontini † (5 de noviembre de 1484-1500 falleció)
  - Giovanni Battista Orsini senior † (12 de junio de 1500-20 de diciembre de 1501 renunció) (administrador apostólico)
- Giovanni Battista Orsini iunior † (20 de diciembre de 1501-1517 renunció)
  - Giulio de' Medici † (18 de febrero de 1517-27 de febrero de 1517 renunció) (administrador apostólico)
- Giacomo Orsini † (27 de febrero de 1517-24 de enero de 1530 renunció)
  - Alessandro Farnese † (24 de enero de 1530-17 de mayo de 1532 renunció) (administrador apostólico)
- Lope de Alarcón † (17 de mayo de 1532-1537 renunció)
  - Alessandro Farnese el Joven † (17 de junio de 1537-11 de enero de 1538 renunció) (administrador apostólico)
- Sebastiano Deli di Castel Durante † (11 de enero de 1538-1544 falleció)
- Alessandro Farnese el Joven † (1544-27 de octubre de 1544 renunció)
- Cornelio Musso, O.F.M.Conv. † (27 de octubre de 1544-13 de enero de 1574 falleció)
- Giovanni Fortiguerra † (26 de abril de 1574-1593 falleció)
- Flaminio Parisio † (17 de septiembre de 1593-1603 falleció)
- Bernardino Pallantieri, O.F.M.Conv. † (10 de septiembre de 1603-23 de agosto de 1619 falleció)
- Giovanni Battista Stella † (13 de noviembre de 1619-15 de diciembre de 1621 falleció)
- Fabrizio Carafa † (24 de enero de 1622-9 de marzo de 1651 falleció)
- Alessandro Crescenzi † (26 de agosto de 1652-19 de abril de 1668 renunció)
- Tommaso Acquaviva d'Aragona, O.P. † (14 de mayo de 1668-23 de agosto de 1672 falleció)
- Francesco Antonio Gallo † (3 de octubre de 1672-11 de agosto de 1685 falleció)
- Filippo Massarenghi, C.O. † (13 de mayo de 1686-5 de junio de 1688 falleció)
- Carlo de Ferrari † (6 de junio de 1689-13 de noviembre de 1698 falleció)
- Giovanni Battista Capano, C.R. † (21 de junio de 1700-14 de enero de 1720 falleció)
- Domenico Maria Cedronio, O.P. † (20 de marzo de 1720-mayo de 1722 falleció)
- Luca Antonio della Gatta † (6 de julio de 1722-8 de julio de 1737 nombrado obispo de Melfi y Rapolla)
- Giovanni Barba † (8 de julio de 1737-13 de diciembre de 1749 falleció)
- Nicola Ferri † (23 de febrero de 1750-28 de mayo de 1770 nombrado obispo de Campagna y Satriano)
- Orazio Berarducci † (28 de mayo de 1770-1801 falleció)
  - Sede vacante (1801-1819)
- Vincenzo Maria Manieri, O.F.M.Conv. † (29 de marzo de 1819-1833 falleció)
  - Sede vacante (1833-1838)
- Nicola Marone † (15 de febrero de 1838-18 de junio de 1853 renunció)
- Vincenzo Materozzi † (12 de septiembre de 1853-8 de julio de 1884 falleció)
- Luigi Bruno † (8 de julio de 1884 por sucesión-10 de enero de 1893 falleció)
- Tommaso de Stefano † (19 de enero de 1893-24 de marzo de 1898 nombrado arzobispo de Trani y Barletta)
- Pasquale Berardi † (24 de marzo de 1898-21 de abril de 1921 nombrado arzobispo de Gaeta)
- Placido Ferniani † (28 de marzo de 1922-22 de mayo de 1925 falleció)
- Domenico Del Buono † (24 de julio de 1925-16 de enero de 1929 falleció)
- Andrea Taccone † (27 de agosto de 1929-30 de abril de 1949 renunció[nota 16])
- Aurelio Marena † (16 de marzo de 1950-21 de noviembre de 1978 renunció)
  - Sede vacante (1978-1982)[nota 17]
- Andrea Mariano Magrassi, O.S.B. † (30 de septiembre de 1982-30 de septiembre de 1986 nombrado arzobispo de Bari-Bitonto)

### Sede de Bari-Bitonto
- Andrea Mariano Magrassi, O.S.B. † (30 de septiembre de 1986-3 de julio de 1999 renunció)
- Francesco Cacucci (3 de julio de 1999-29 de octubre de 2020 retirado)
- Giuseppe Satriano, desde el 29 de octubre de 2020

### Sede de Bari
- (en inglés) Archdiocese of Bari en Catholic Encyclopedia, Nueva York, Encyclopedia Press, 1913.
- Michele Garruba (1844).  Tipografia Fratelli Cannone, ed. Serie critica de' Sacri Pastori Baresi (en italiano). Bari.
- Giuseppe Cappelletti (1870). Le Chiese d'Italia dalla loro origine sino ai nostri giorni (en italiano). vol. XXI. Venecia. pp. 5-24.
- Francesco Quarto (2003). «Gli arcivescovi di Bari Tradizione del “Catalogus Archiepiscoporum Baren et Canusin” nella storia della Chiesa di Bari». Nicolaus Studi Storici (en italiano) (Bari) XIV (fasc. 2): 107-176.
- Donatella Nuzzo (2018). «L'organizzazione della rete ecclesiastica nel territorio di Bari in età bizantina (IX-XI secolo)». Conversano nel Medioevo. Storia, arte e cultura del territorio tra IX e XIV secolo. Saggi di storia dell'arte (en italiano). Roma. pp. 73-80.
- Giuseppe Gabrieli. Bibliografia di Puglia (en italiano). parte II. pp. 336-338.
- «Biografia di Esteban Gabriel Merino» (en inglés).
- Pius Bonifacius Gams (1931). Series episcoporum Ecclesiae Catholicae (en latín). Leipzig. pp. 856-857.
- (en latín) Konrad Eubel, Hierarchia Catholica Medii Aevi, vol. 1, pp. 128-129; vol. 2, p. 102; vol. 3, p. 129; vol. 4, p. 110; vol. 5, p. 114; vol. 6, p. 116

### Sede de Bitonto
- (en inglés) Diocese of Ruvo and Bitonto en Catholic Encyclopedia, Nueva York, Encyclopedia Press, 1913.
- Giuseppe Cappelletti (1870). Le Chiese d'Italia dalla loro origine sino ai nostri giorni (en italiano). vol. XXI. Venecia. pp. 30-35.
- Bitonto e la Puglia tra tardoantico e regno normanno (en italiano). Bari. 1999. p. 216.
- Giuseppe Gabrieli. Bibliografia di Puglia (en italiano). parte II. pp. 340-341.
- Cultura e società a Bitonto nell'Ottocento (en italiano). pp. 164-166.
- «Biografia di Girolamo Pallantieri» (en italiano).
- Pius Bonifacius Gams (1931). Series episcoporum Ecclesiae Catholicae (en latín). Leipzig. pp. 859-860.
- (en latín) Konrad Eubel, Hierarchia Catholica Medii Aevi, vol. 1, pp. 142-143; vol. 2, p. 109; vol. 3, p. 138; vol. 4, p. 116; vol. 5, p. 121; vol. 6, p. 124